# 佐々木恒美
佐々木 恒美（ささき つねみ）は、日本のジャーナリスト。河北新報社論説委員長。

## 人物・経歴
- 宮城県大崎市出身、宮城県古川高等学校、東北大学文学部卒業、河北新報社入社、政治、経済、社会の取材記者。勤務地は仙台、青森、東京、一関、石巻。石巻総局長、報道部長、論説委員長を歴任。